# Soliperla quadrispinula
Soliperla quadrispinula är en bäcksländeart som först beskrevs av Jewett 1954.  Soliperla quadrispinula ingår i släktet Soliperla och familjen Peltoperlidae. Inga underarter finns listade i Catalogue of Life.